# 周宜开
周宜开（1946年12月—），湖南武冈人，汉族，中华人民共和国政治人物，全国政协委员，中国农工民主党党员。曾担任农工党中央常委、湖北省委主委、湖北省政协副主席。2008年，当选第十一届全国政协委员，代表中国农工民主党，分入第十组。